# یواس‌اس دیسدان (ای‌ام-۲۲۲)
یواس‌اس دیسدان (ای‌ام-۲۲۲) (به انگلیسی: USS Disdain (AM-222)) یک کشتی بود. این کشتی در سال ۱۹۴۴ ساخته شد.